# Залесский сельсовет (Гомельская область)
Залесский сельсовет (бел. Залескі сельсавет) — административная единица на территории Чечерского района Гомельской области Белоруссии. Административный центр — агрогородок Залесье.

## История
На территории сельсоветы были упразднены: посёлки Бобровский, Закриничный, Подыгрушка, деревни Загорье, Подосовье, Салтановка.

## Состав
Залесский сельсовет включает 9 населённых пунктов:
- Беляевка — деревня
- Городовка — деревня
- Добрынь — деревня
- Залесье — агрогородок
- Каменка — деревня
- Кукличи — деревня
- Пехтерево — посёлок
- Покоть — деревня
- Томино — посёлок

Упразднённые населённые пункты: 
- Бобровский — посёлок
- Загорье — деревня
- Закриничный — посёлок
- Подыгрушка — посёлок
- Подосовье — деревня
- Салтановка — деревня

## Население
Согласно переписи 2009 года на территории сельсовета проживало 1248 человек, среди которых 95,1 % — белорусы.

## Достопримечательность
С северной части агрогородок Залесье граничит с биологическим заказником «Чечерский»